# 傀儡師リン
『傀儡師リン』（くぐつしリン）は、和田慎二による日本の漫画。『ミステリーボニータ』（秋田書店）にて、2006年5月号から連載していたが、最終章に入る直前、作者の急逝により2011年8月号で未完に終わった。人形を取り戻すために戦うドールバトル作品である。

## あらすじ
人形を操る鹿嶋操流の「傀儡師」の家に生まれた鹿嶋リン（凜）。ドイツに留学していたが、姉と祖父の死によって日本に帰国。鹿嶋操流を継ぐとともに、祖父が製作した10体の人形を取り戻すため、元弟子で二人を殺し人形を奪った疑いのあるバイオリニスト麻丘雅らと戦う。
リンはツインテールのかわいらしい容貌ながら性格は男勝りの姉御肌。喧嘩が強く勉学にもたけ大学2年生までの単位を取得している。だが親友がいじめをあった事をきっかけに高校に通いはじめ、昼は学生生活、夜は傀儡師としての生活をおくることになる。

## 単行本
- 「傀儡師リン」全14巻、秋田書店ボニータコミックス